# Горно-Алтайськ (аеропорт)
Аеропорт Горно-Алтайськ (IATA: RGK, ICAO: UNBG) — аеропорт місцевих авіаліній у Росії розташовано за 9 км на захід від Горно-Алтайську. 
Приймає такі повітряні судна: Ан-2, Ан-28, Іл-14, Як-40, Іл-114, Ан-24, Ан-74, ATR-42, вертольоти всіх типів.
Аеропорт знову відкритий після реконструкції 9 листопада 2011 року, ставши цілорічним і всепогодним. Пропускна здатність збільшилася у 4 рази: до 200 пасажирів на годину.

## Авіалінії та напрямки, травень 2021

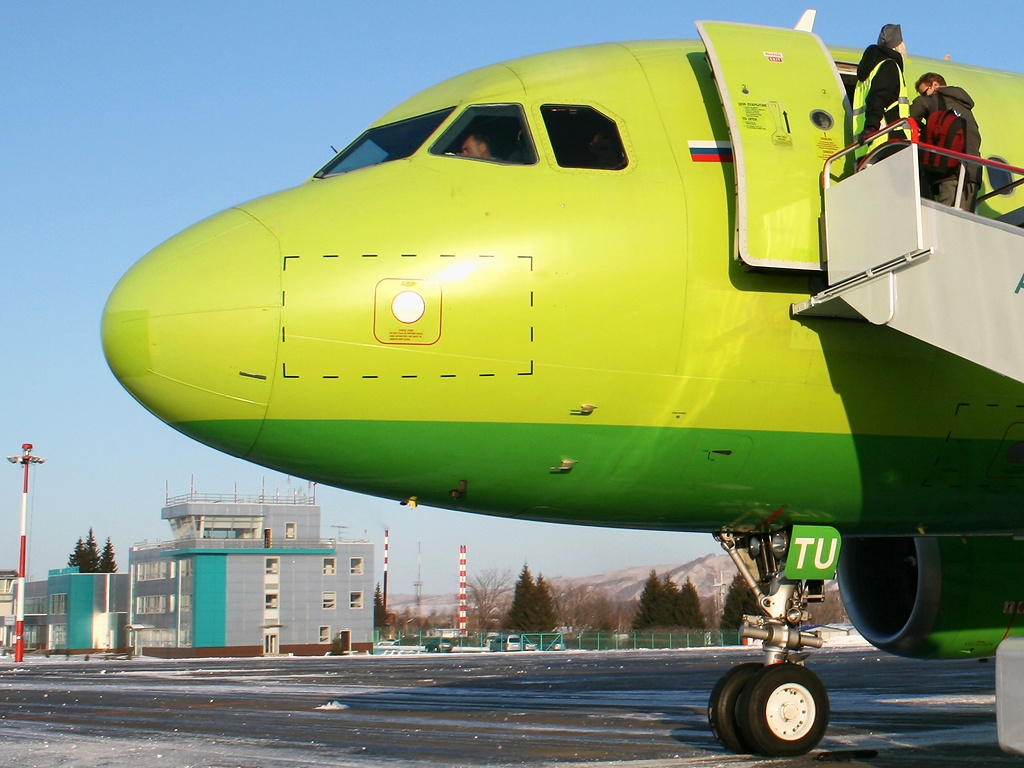
Відбувається посадка S7 Airlines Airbus A319 в аеропорту Горно-Алтайська

| Авіакомпанія | Пункт призначення               |
| ------------ | ------------------------------- |
| Pobeda       | Москва–Внуково                  |
| RusLine      | Єкатеринбург                    |
| S7 Airlines  | Москва–Домодєдово, Новосибірськ |
| SiLA         | Красноярськ–Ємельяново          |
| UVT Aero     | Сезонно: Казань                 |

## Пасажирообіг
Див. джерело запитів Вікіданих та джерела.

## Ресурси Інтернету
Вікісховище має мультимедійні дані за темою: Горно-Алтайськ (аеропорт)
- Official website [Архівовано 1 жовтня 2016 у Wayback Machine.] (рос.)
- http://www.air-altai.ru/ [Архівовано 13 жовтня 2016 у Wayback Machine.] (рос.)